# Józef Małysiak
Józef Małysiak (imię zakonne Czesław Chryzostom; ur. 11 marca 1884 w Żywcu, zm. 10 listopada 1966 w Trzebnicy) – polski ksiądz katolicki, a następnie zakonnik w Towarzystwie Boskiego Zbawiciela (salwatorianie), kaznodzieja, misjonarz ludowy, superior klasztorów w Trzebini i Trzebnicy, założyciel Zgromadzenia Sióstr Rodziny Betańskiej (betanek) i pierwszego w Polsce domu rekolekcji zamkniętych, propagator idei rekolekcji zamkniętych oraz Sługa Boży Kościoła katolickiego.

## Życiorys

### Lata dzieciństwa i młodości
Józef Małysiak pochodził z Podbeskidzia, gdzie się urodził 11 marca 1884(dts) w Żywcu, w rodzinie wielodzietnej (miał jedenaścioro rodzeństwa) jako syn Wojciecha, który był nauczycielem i Marii z domu Biedrońskiej (gospodyni domowej). 23 kwietnia tegoż roku w kościele Narodzenia Najświętszej Maryi Panny i św. Jana Jerozolimskiego w Żywcu został ochrzczony, otrzymując imiona Józef, Marian, Wiktor. Dwoje z jego licznego rodzeństwa podobnie jak on wybrało drogę życia konsekrowanego. Jego siostra Helena została norbertanką jako s. Milona w klasztorze na Zwierzyńcu w Krakowie, a jego brat Juliusz został księdzem posługując w archidiecezji krakowskiej.
Początkowo uczęszczał do szkoły podstawowej w Makowie Podhalańskim, następnie w Paszkówce, a potem w Zatorze. Po jej ukończeniu w okresie (1896–1903) był uczniem gimnazjum w Wadowicach. W tej miejscowości zetknął się z karmelitami bosymi oraz o. Rafałem Kalinowskim OCD, późniejszym świętym, który był jego spowiednikiem. W 1903 otrzymał świadectwo dojrzałości, zdając egzamin maturalny.

### Powołanie kapłańskie
Religijne środowisko domu rodzinnego, kontakt z karmelitami oraz zachęta starszego brata Juliusza były powodem w 1903 skierowania kroków do seminarium duchownego na Wydział Teologiczny Uniwersytetu Jagiellońskiego w Krakowie. Po jego ukończeniu, 7 lipca 1907(dts) w katedrze św. Stanisława i św. Wacława w Krakowie otrzymał z rąk bp. Anatola Nowaka święcenia kapłańskie. Mszę prymicyjną odprawił w kościele Narodzenia Najświętszej Maryi Panny w Gdowie, gdzie jego brat Juliusz był wówczas wikariuszem.
Jako prezbiter został skierowany do parafii Narodzenia Najświętszej Maryi Panny w Myślenicach (1907–1908), gdzie został wikariuszem. Po roku został jako wikariusz przeniesiony do parafii Przenajświętszej Trójcy w Jordanowie (1908–1917). Po dwóch latach pobytu w tej parafii został prefektem szkół powszechnych. Ponadto w tej parafii prowadził m.in. działalność społeczną, gdzie był inicjatorem założenia koła abstynenckiego.

### W zakonie salwatorianów
W latach (1917–1918) był katechetą w parafii świętych Apostołów Piotra i Pawła w Trzebini. Tutaj zetknął się z pracującymi salwatorianami, gdzie poznał wybitnego salwatorianina ks. Benignego Dziadka SDS, który zachęcił go do poszukiwania drogi zakonnej, bazując na ideach ich założyciela ks. Franciszka Marii od Krzyża Jordana SDS, późniejszego błogosławionego. Pod ich wpływem, za zgodą biskupa Adama Stefana Sapiehy, późniejszego kardynała, 6 sierpnia 1918(dts) wstąpił do ich zgromadzenia, przyjmując imię zakonne Czesław. Nowicjat odbył w Hambergu (Górna Austria), po czym 11 października 1919(dts) złożył pierwsze śluby zakonne, a 11 października 1922(dts) w Krakowie śluby wieczyste. Po ukończeniu nowicjatu przebywał w Trzebini, skąd wyjeżdżał głosić rekolekcje w innych zakonach oraz rekolekcje i misje ludowe w parafiach praktycznie w całej Polsce. W okresie (1923–1934) będąc dyrektorem do spraw misji i rekolekcji parafialnych wykazał się zdolnościami organizacyjnymi. Wprowadzana przez niego podczas misji i rekolekcji parafialnych tzw. metoda salwatoriańska, której był głównym twórcą, wpływała znacząco na ich rangę i skuteczność. W latach (1924–1927) pełnił funkcję magistra nowicjatu i rektora kleryków w Krakowie na Zakrzówku. W listopadzie 1927 powrócił do Trzebini, gdzie objął urząd superiora i w 1928 założył pierwszy w Polsce dom rekolekcji zamkniętych dla 50 osób, za duchowego opiekuna domu obierając św. Józefa. Do szerzenia idei rekolekcji zamkniętych wykorzystywał ambonę, radio, prasę oraz spotkania i zjazdy. Propagowanie rekolekcji rozpoczął od stworzenia czasopisma rekolekcyjnego „Dzwonek Rekolekcyjny”, który od 1933 zmienił nazwę na „Drogowskaz”. O tej metodzie pasterzowania pisał wówczas w czasopiśmie „Dzwonek Rekolekcyjny” m.in.:

Rekolekcje zamknięte to wyższa szkoła wiary i cnoty, wyższa szkoła sprawiedliwości i świętości, forteca wiary, twierdza katolicyzmu, wyższa szkoła życia wewnętrznego, odnowienie świata w Chrystusie oraz przesłodkie ćwiczenia duchowne.

W 1930 nakład „Dzwonka Rekolekcyjnego” wynosił 7000 egzemplarzy. Ponadto zainicjował ogólnopolskie tzw. „Dni Rekolekcyjne”, organizowane z udziałem biskupów, kapłanów i osób świeckich (1929, 1931 i 1932). Postanowił powołać różne stowarzyszenia, których zadaniem byłoby propagowanie idei rekolekcji zamkniętych. W 1931 powstał Komitet Rekolekcyjny, w 1932 Związek Rekolekcyjny, a następnie Związek Rekolekcjonistów oraz tzw. Wieniec Rekolekcyjny.
Wcześniej, 17 kwietnia 1930(dts) w Puszczykowie k. Poznania, wraz z katechetką z Zakopanego Ireną Parasiewicz założył Towarzystwo Pracy Betańskiej (obecna nazwa: Zgromadzenie Sióstr Rodziny Betańskiej, popularnie zwane betankami), którego celem było wsparcie księży w pracy w parafiach, kościołach i na plebaniach. Za radą przełożonych w 1934 wystąpił ze zgromadzenia salwatorianów i przeniósł się do diecezji kieleckiej. W tym samym roku w Kielcach założył Zgromadzenie Zakonne Księży Przemienienia Pańskiego, ale po roku (17 sierpnia 1935(dts)) zostało ono rozwiązane wskutek trudności organizacyjnych i braków kadrowych. W latach (1931–1934) był komisarzem Zgromadzenia Braci Serca Jezusowego, pisząc dla nich konstytucje zakonne (zatwierdzone w 1937). W 1935 zaczął wydawać, nakładem Zgromadzenia Zakonnego Księży Przemienienia Pańskiego, dwumiesięcznik „Pismo Rekolekcyjne”. Następnie, w 1936 przeniósł się do archidiecezji lubelskiej, zostając misjonarzem diecezjalnym. Na początku II wojny światowej mieszkał w Nałęczowie, w 1940 przeniósł się do Łukowa, a w 1942 przeprowadził się do Kazimierza Dolnego, zostając rektorem kościoła św. Anny i św. Ducha.

### Powrót do zakonu salwatorianów
Po II wojnie światowej starał się o powrót do zgromadzenia salwatorianów. W 1948 odbył powtórnie nowicjat, przyjmując kolejne imię zakonne Chryzostom. 11 marca 1950(dts) złożył po raz drugi profesję zakonną. Będąc ponownie salwatorianinem w latach (1951–1960) był dyrektorem rekolekcji i misji parafialnych, po czym 1 lipca 1960(dts) został superiorem domu zakonnego w Trzebnicy. Będąc już w podeszłym wieku nadal udzielał rekolekcji dla księży, zakonników i zakonnic. Jak obliczono przeprowadził w swoim życiu w ponad 1300 serii misji i rekolekcji. Zmarł nagle 10 listopada 1966(dts) w Trzebnicy. Po uroczystościach pogrzebowych został pochowany w grobowcu salwatorianów w Bagnie k. Obornik Śląskich.

## Publikacje
- Józef Małysiak, Droga Krzyżowa. (dla Misyj i Rekolekcyj), Kraków: Nakładem XX. Salwatorjanów, 1929, OCLC 749549063. Brak numerów stron w książce
- Czesław Małysiak, Ruch rekolekcyj zamkniętych zagranicą oraz w Polsce, Trzebinia: Dom Rekolekcyjny OO. Salwatorjanów, 1930, OCLC 903333131. Brak numerów stron w książce
- Czesław Małysiak, Djalogi rekolekcyjne, Trzebinia: Nakładem Domu Rekolekcyjnego OO. Salwatorjanów, 1930, OCLC 1088973679. Brak numerów stron w książce
- Czesław Małysiak, W domu bezbożnika. Obrazek sceniczny, Trzebinia: Dom Rekolekcyjny OO. Salwatorjanów, 1930, OCLC 899802628. Brak numerów stron w książce
- Czesław M. Małysiak, Czy słyszałeś co o rekolekcjach zamkniętych?, wyd. 2, Trzebinia: „Dzwonek Rekolekcyjny”, 1930, OCLC 830139675. Brak numerów stron w książce
- Czesław Małysiak, W sprawie małżeńskiej, Trzebinia: Wydawnictwo OO. Salwatorjanów, 1931, OCLC 749965407. Brak numerów stron w książce
- Czesław Małysiak, Jak organizować kursy rekolekcyjne?, Trzebinia: Dom Rekolekcyjny OO. Salwatorjanów, 1932, OCLC 903333129. Brak numerów stron w książce
- Czesław Małysiak, Rekolekcje zamknięte szkołą apostolstwa. Referat, który wygłosił Czesław Małysiak T. B. Z. na 3-cim „Dniu Rekolekcyjnym” w Katowicach dn. 4 września 1932 r, Trzebinia: Księża Salwatorjanie, 1932, OCLC 903333130. Brak numerów stron w książce
- Czesław Małysiak, Skąd przyjdzie ratunek dla świata? Kazanie, które wygłosił przez radio w katedrze poznańskiej Czesław Małysiak 15.I.1933 r, wyd. 3, Trzebinia: Księża Salwatorjanie, 1934, OCLC 903333148. Brak numerów stron w książce
- Czesław Małysiak, Triumf Kościoła. Kazanie, które wygłosił ks. Czesław Małysiak T.B.Z. przez radjo w katedrze poznańskiej dnia 27 sierpnia 1933 r, Trzebinia: Nakładem Księży Salwatorjanów, 1934, OCLC 979149247. Brak numerów stron w książce
- Józef Małysiak, Kazania radjowe, Kielce: Nakł. Księży Przemienienia Pańskiego, 1935, OCLC 750019027. Brak numerów stron w książce

## Proces beatyfikacyjny
Z inicjatywy Zgromadzenia Sióstr Rodziny Betańskiej podjęto starania celem wyniesienia go na ołtarze. Stolica Apostolska 11 maja 1995(dts) wydała zgodę tzw. nihil obstat na rozpoczęcie procesu beatyfikacyjnego, który na szczeblu diecezjalnym rozpoczął się w archidiecezji lubelskiej 6 października 1995(dts) w Lublinie. Odtąd przysługuje mu tytuł Sługi Bożego.